# Giovanni Baldesio

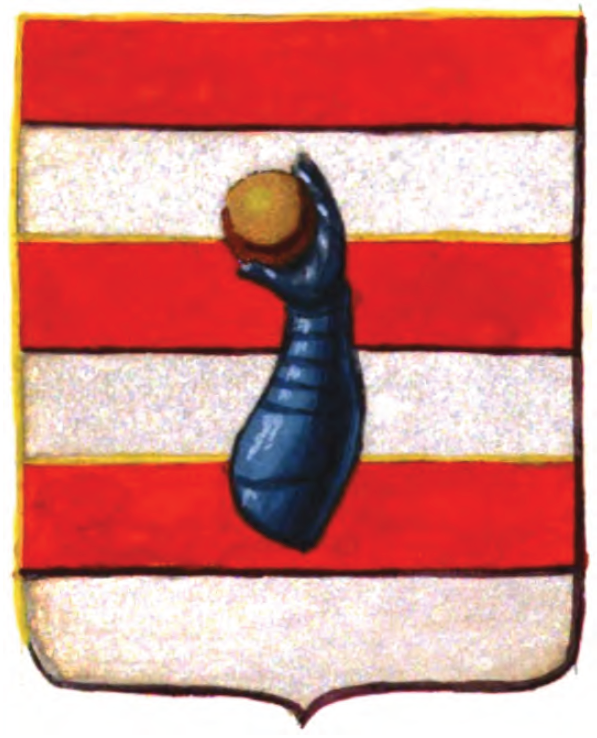
Stemma Baldesio

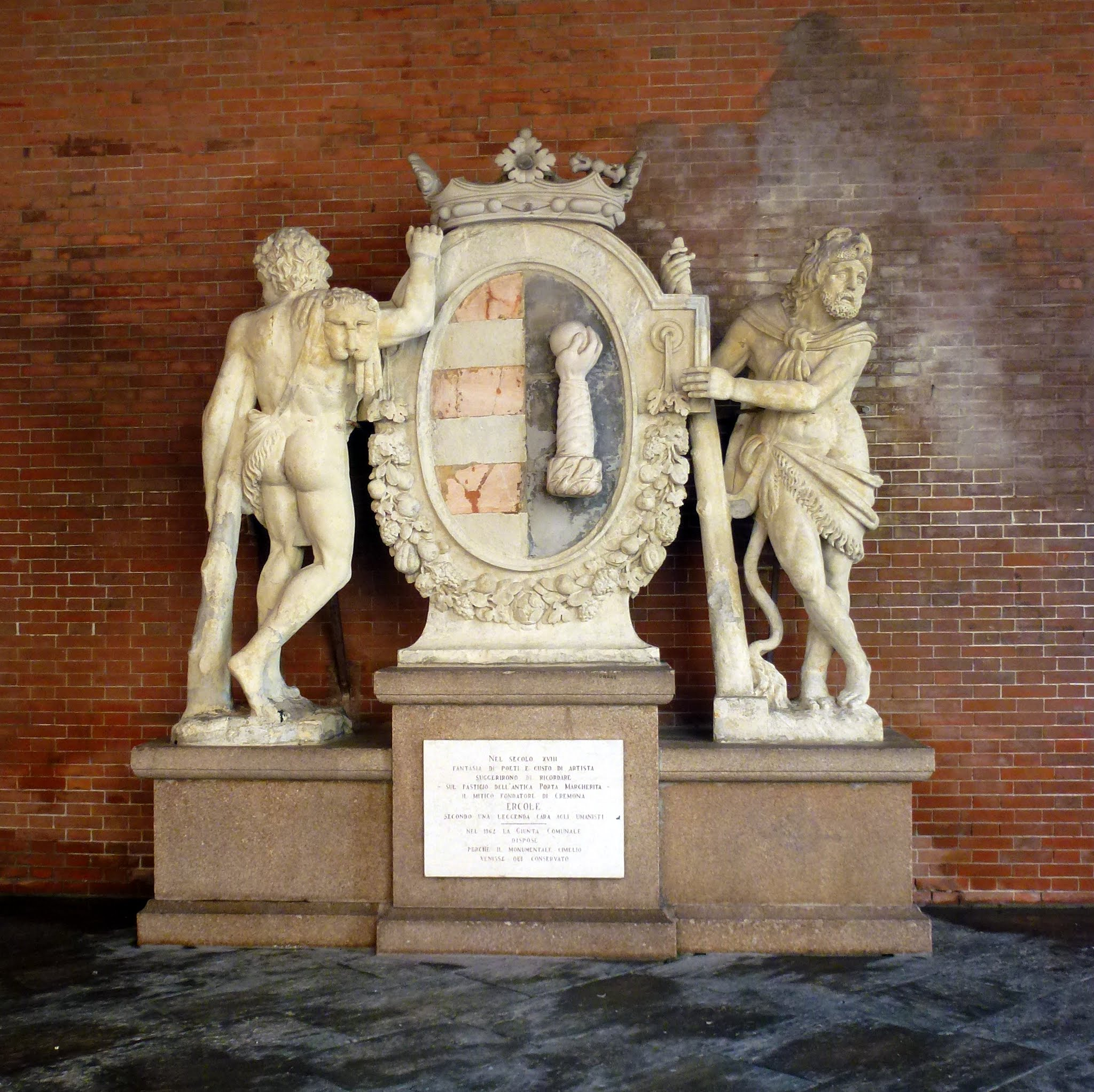
Cremona, Loggia dei Militi, lo stemma della città con l'aggiunta del braccio con la palla.

Giovanni Baldesio (Casalmaggiore, 30 marzo 1052 – Cremona, 1128) è stato un politico italiano.

## Biografia
Nativo forse di Casalmaggiore, appartenne alla nobile famiglia cremonese Baldesio. Soprannominato in lingua lombarda Zanén de la Bàla, nel 1081 ricoprì la carica di gonfaloniere maggiore della città.
In epoca medievale, Cremona era sotto il Sacro Romano Impero e pagava ogni anno all'imperatore una tassa consistente in una palla d’oro di cinque chili. Per liberare la città da questo tributo, i cremonesi delegarono Zanén de la Bàla a sfidare in combattimento il figlio di Enrico IV, e in caso di vittoria la città non avrebbe più pagato il tributo. Andò così e Cremona divenne libero comune. Rientrò trionfante in città e i cremonesi concessero a Giovanni di sposare la giovane Berta, figlia di Landolfino de' Tolentini, che gli portò in dote ricche proprietà terriere.
La storia di Giovanni Baldesio è presente nello stemma di Cremona, visibile sotto il portico della Loggia dei Militi e dal simbolo che compare nello stemma comunale: un braccio con la palla e la scritta fortitudo mea in brachio.